# Chrono champenois-Trophée européen 2012
La 23e édition du Chrono Champenois-Trophée Européen a eu lieu le 9 septembre 2012. La course fait partie du calendrier international féminin UCI 2012 en catégorie 1.1. Elle est remportée par la Néerlandaise Wendy Houvenaghel.

## Classements

### Classement final
| \| Classement général \| Classement général \| Classement général \| Classement général \| Classement général \| \| Coureur \| Coureur \| Pays \| Équipe \| Temps \| \| ------------------ \| ------------------- \| ------------------ \| ------------------------------ \| ------------------ \| \| 1re \| Wendy Houvenaghel \| Royaume-Uni \| Grande-Bretagne \| 45 min 02 s \| \| 2e \| Carmen Small \| États-Unis \| Optum-Kelly Benefit Strategies \| + 1 min 24 s \| \| 3e \| Olga Zabelinskaïa \| Russie \| RusVelo \| + 1 min 34 s \| \| 4e \| Julia Shaw \| Royaume-Uni \| Grande-Bretagne \| + 1 min 40 s \| \| 5e \| Natalja Bojarskaja \| Russie \| RusVelo \| + 3 min 38 s \| \| 6e \| Cathrine Grage \| Danemark \| Danemark \| + 3 min 40 s \| \| 7e \| Patricia Schwager \| Suisse \| Suisse \| + 3 min 49 s \| \| 8e \| Lise Hafsø Nøstvold \| Norvège \| Hitec Products-Mistral Home \| + 4 min 01 s \| \| 9e \| Jutta Stienen \| Suisse \| Suisse \| + 4 min 17 s \| \| 10e \| Taryn Heather \| Australie \| Australie \| + 4 min 17 s \| |                     |             |                                |              |
| |                     |             |                                |              |
| Source : Cycling Quotient |                     |             |                                |              |
| Classement général |                     |             |                                |              |
| Coureur | Coureur             | Pays        | Équipe                         | Temps        |
| 1re | Wendy Houvenaghel   | Royaume-Uni | Grande-Bretagne                | 45 min 02 s  |
| 2e | Carmen Small        | États-Unis  | Optum-Kelly Benefit Strategies | + 1 min 24 s |
| 3e | Olga Zabelinskaïa   | Russie      | RusVelo                        | + 1 min 34 s |
| 4e | Julia Shaw          | Royaume-Uni | Grande-Bretagne                | + 1 min 40 s |
| 5e | Natalja Bojarskaja  | Russie      | RusVelo                        | + 3 min 38 s |
| 6e | Cathrine Grage      | Danemark    | Danemark                       | + 3 min 40 s |
| 7e | Patricia Schwager   | Suisse      | Suisse                         | + 3 min 49 s |
| 8e | Lise Hafsø Nøstvold | Norvège     | Hitec Products-Mistral Home    | + 4 min 01 s |
| 9e | Jutta Stienen       | Suisse      | Suisse                         | + 4 min 17 s |
| 10e | Taryn Heather       | Australie   | Australie                      | + 4 min 17 s |